# 阿什利·德拉尼
阿什利·德拉尼（英語：Ashley Delaney；1986年4月11日—）是一位澳大利亞游泳運動員。他主要擅長仰泳。他代表澳大利亞參加了2008年奧運會，最終獲得男子4×100米混合泳接力銀牌。